# José Vicente Abreu
José Vicente Abreu Rincones (San Juan de Payara, Estado Apure, Venezuela, 20 de junio de 1927-Caracas, Venezuela, 25 de abril de 1987) fue un narrador, ensayista, periodista, escritor y poeta venezolano. Autor del libro Se llamaba SN, primer testimonio directo contra la represión durante la dictadura militar de Marcos Pérez Jiménez.

## Biografía

### Primera época
En 1949 se graduó de periodista en la Universidad Central de Venezuela (UCV), y al año siguiente obtuvo el título de profesor de castellano, literatura y latín en el Instituto Pedagógico Nacional. A partir de 1950, se destacó como uno de los más importantes líderes juveniles de Acción Democrática (AD) en la clandestinidad. Durante su participación en la resistencia contra la dictadura fue detenido por la Dirección de Seguridad Nacional sufriendo feroces torturas. Fue llevado al Campo de concentración de Guasina - Sacupana (1951-1952) y la Cárcel de Ciudad Bolívar (1953-1955), permaneciendo en esta última hasta 1957, año en que fue expulsado a México.  
Las vivencias de la tortura en la cárcel y el campo de concentración las narró en su obra Se llamaba SN en alusión a la policía política de la dictadura, la Dirección de Seguridad Nacional. Abreu fue yerno de José Agustín Catalá, un miembro de la resistencia cuya profesión de editor le permitió la elaboración del «Libro Negro de la Dictadura», el mayor compendio de denuncias sobre robos, cobros ilíticos comisiones y homicidios cometidos durante la dictadura. Abreu colaboró estrechamente con la redacción del libro.

### Regreso y nuevo exilio
A su regreso a Venezuela en 1958, asumió la jefatura de redacción del periódico comunista Tribuna Popular, órgano del Partido Comunista de Venezuela (PCV), cargo que ejerció hasta la clausura del mismo en 1960. En 1962, un tribunal militar lo condenó a prisión por su partición en El Carupanazo el 4 de mayo de 1962, pena que pagó en el Cuartel San Carlos en Caracas. Al salir de la cárcel viajó de nuevo al exilio, viviendo en varios países comunistas como Cuba, Rusia, Checoslovaquia y Bulgaria, país éste en cuya capital, Sofía, se desempeñó como profesor universitario de literatura española y latinoamericana. 
De nuevo en Venezuela, dirigió la imprenta de la Universidad Central de Venezuela (UCV) y formó parte del cuerpo de directores del Centro de Estudios Latinoamericanos Rómulo Gallegos (CELARG). José Vicente Abreu falleció en la ciudad de Caracas el 25 de abril de 1987 a consecuencia de una cirrosis hepática. Estuvo casado con Beatriz Catalá, a quien en la resistencia y en sus novelas llamaba «Carmen». Durante su vida como escritor y político, utilizó varios seudónimos, entre ellos: Martín Martínez, Máximo Miliciano, Guanipa, El Capanga y José Bello.